# وینتون، کوئینزلند
وینتون (به انگلیسی: Winton) یک شهرک در استرالیا است که در Shire of Winton واقع شده‌است.